# Trent Johnston
Pour les articles homonymes, voir Johnston.
David Trent Johnston, dit Trent Johnston, est un joueur et entraîneur de cricket australo-irlandais, international avec l'Irlande, né le 29 avril 1974 à Wollongong en Nouvelle-Galles du Sud. Dès 1995, il joue pour divers clubs en Irlande pendant l'hiver austral. Joueur polyvalent, il débute en 1999 avec l'équipe de Nouvelle-Galles du Sud dans le Sheffield Shield mais ne dispute que quelques matchs en trois saisons. Ayant rencontré en Irlande celle qui devient son épouse, Johnston s'installe dans le pays de sa femme et obtient un passeport irlandais. Il débute avec l'équipe d'Irlande en 2004 puis devient capitaine de la sélection l'année suivante. Il est à la tête de l'équipe lorsqu'elle participe pour la première fois de son histoire à la Coupe du monde, en 2007. Il démissionne du poste en 2008 mais participe à la Coupe du monde 2011. Il participe également aux quatre victoires irlandaises dans la Coupe intercontinentale en 2005, 2007, 2008 et 2013. Il prend sa retraite de joueur fin 2013, à l'issue de cette dernière compétition, et devient entraîneur : d'abord de la sélection féminine irlandaise, puis entraîneur-adjoint de la Nouvelle-Galles du Sud.

## Biographie

### Jeunesse et début de carrière
Trent Johnston naît le 29 avril 1974 à Wollongong, dans la région d'Illawarra en Nouvelle-Galles du Sud. Plusieurs membres de sa famille jouent au cricket. Au cours de sa jeunesse, il joue d'abord pour le club local, le Dapto Cricket Club et est sélectionné dans l'équipe de son district. Il dispute quatre saisons de 1995 à 1998 durant l'hiver austral avec Carlisle, un club irlandais situé dans le Leinster. Il rencontre au cours de cette période sa future épouse, une irlandaise qui pratique elle aussi le cricket. En Australie, il fait des débuts en cricket « first-class » en mars 1999 dans le Sheffield Shield avec la Nouvelles-Galles du Sud contre la Tasmanie. À l'issue du deuxième jour de jeu au cours de cette partie, il est heurté par le bus de l'équipe en train de démarrer alors qu'il est sur le point d'y monter, se cassant le bras. Au cours de ses trois saisons avec la Nouvelle-Galles du Sud, il dispute six rencontres de Sheffield Shield. C'est par l'intermédiaire d'un de ses coéquipiers qu'il apprend que son contrat n'est pas renouvelé. Toujours en Australie, il joue pour plusieurs clubs successifs dans les compétitions de grade cricket à Sydney : le Campbelltown Camden District Cricket Club, le North Sydney Cricket Club et le Mosman Cricket Club.

### Débuts avec l'Irlande
Alors qu'il s'apprête à déménager en Écosse, le capitaine de l'équipe d'Irlande, Jason Molins, ancien coéquipier à Carlisle, le contacte et lui fait remarquer que, étant marié à une Irlandaise, Johnston aurait droit à un passeport irlandais et pourrait jouer en équipe nationale.
Johnston s'installe avec sa famille en Irlande en 2004, où il rejoint le Clontarf Cricket Club, et où il gagne sa vie en étant vendeur de tissu. Dès cette année-là, il débute en sélection irlandaise au cours d'une compétition nationale anglaise à laquelle celle-ci participe, le C&G Trophy. Il est officiellement le 644e joueur de l'équipe d'Irlande. En juillet de la même année, il est sélectionné avec l'Irlande pour le Championnat d'Europe. Il participe également à la première édition de la Coupe intercontinentale, au cours de laquelle l'Irlande est éliminée au premier tour dans le groupe européen. L'année suivante, il atteint avec l'Irlande la finale du Trophée de l'ICC, perdue face à l'Écosse. Le tournoi offre six places qualificatives pour la Coupe du monde 2007, et l'Irlande réussit ainsi à obtenir sa première participation à la Coupe du monde. En 2005 toujours, Johnston est nommé capitaine de la sélection avant le tour final de la Coupe intercontinentale, disputé en Namibie, succédant ainsi à Jason Molins. L'Irlande fait match nul au cours de sa demi-finale contre les Émirats arabes unis mais se qualifie via un système de points. Elle gagne la finale contre le Kenya, après que Johnston a tenté un coup tactique, effectuant une déclaration dans la première des deux manches alors que l'Irlande a marqué moins de courses que son adversaire. En juin 2006, il dispute le premier match classé « One-day International » (ODI) de l'histoire de l'Irlande, à Stormont contre l'Angleterre.

### Suite de sa carrière
L'Irlande dispute sa première Coupe du monde en 2007 dans les Caraïbes. Après une défaite contre les Indes occidentales, elle réussit à faire égalité contre le Zimbabwe au cours de son deuxième match. Mais surtout, elle remporte son troisième match du premier tour contre le Pakistan, ce qui lui permet d'accéder au second tour de la compétition. Johnston marque les points de la victoire en réussissant un « six ». En mai 2007, il réussit un coup du chapeau contre le Gloucestershire. Ce n'est que le deuxième jamais réalisé par un joueur de l'équipe d'Irlande, 130 ans après le premier. Le même mois, il gagne la finale de la troisième édition de la Coupe intercontinentale, le deuxième titre pour l'Irlande dans cette compétition. En mars 2008, après une tournée au Bangladesh où l'Irlande perd trois matchs au format ODI contre l'équipe locale, Johnston annonce faire une pause dans sa carrière internationale. William Porterfield prend alors le rôle de capitaine de la sélection. Cette saison-là, il change de club pour rejoindre le Railway Union Cricket Club. Il retrouve le groupe irlandais en juillet 2008 pour un match de Coupe intercontinentale contre le Canada. En août, il participe au tournoi qualificatif pour le Championnat du monde de Twenty20 de 2009. L'année suivante, Johnston et Alex Cusack deviennent les deux premiers internationaux irlandais à se voir offrir un contrat professionnel par leur fédération. En août 2009, il joue son centième match en équipe d'Irlande au cours d'un ODI à Stormont contre l'Angleterre et, malgré la défaite, est nommé « homme du matchs » pour ses 4 guichets pour 26 courses concédées. Pour leur laisser le temps de préparer correctement la Coupe du monde 2011, c'est cette fois à six joueurs, dont Johnston, que la fédération propose un contrat professionnel en 2010. Il participe à sa deuxième Coupe du monde en 2011. Il annonce en 2013 qu'il désire prendre sa retraite de joueur à la fin de cette même année, à l'issue de la finale de la Coupe intercontinentale, un match que l'Irlande remporte contre l'Afghanistan.

### Entraîneur
Johnston commence sa carrière d'entraîneur dès la fin de sa carrière de joueur. Il est d'abord employé par Cricket Ireland, où il s'occupe notamment de l'équipe nationale féminine, succédant à son ancien coéquipier Jeremy Bray. Il est également entraîneur des lanceurs rapides du centre de formation national. Il est alors aussi à la tête des Leinster Lightning dans les compétitions nationales. Il démissionne en juillet 2014 pour s'installer à Sydney et devenir entraîneur-adjoint de la Nouvelle-Galles du Sud, où il assiste Trevor Bayliss.

## Statistiques
Tous formats et toutes compétitions confondues, y compris les compétitions nationales anglaises jouées par la sélection jusqu'en 2009, Trent Johnston dispute en tout 198 matchs avec l'Irlande entre 2004 et 2013. Il marque en tout 2 610 courses avec l'Irlande à la moyenne de 21,75, son meilleur score étant de 83 contre le Danemark en 2004. Au lancer, il totalise 273 guichets à la moyenne de 23,62.
Parmi ces 198 matchs, 67 ont la classification « One-day International » (ODI), le premier d'entre eux en 2006 étant également le premier disputé par l'Irlande à ce niveau, contre l'Angleterre. Dans ce format, il totalise 743 courses à la moyenne de 19,55 et 66 guichets à la moyenne de 32,04. Au cours des 30 parties ayant le qualificatif de « Twenty20 international », il marque 249 courses à la moyenne de 20,75 et prend 32 guichets à la moyenne de 19,87.
|                    | ODI   | T20I  | FC    | List A | T20   |
| ------------------ | ----- | ----- | ----- | ------ | ----- |
| Matchs             | 67    | 30    | 33    | 103    | 47    |
| Courses            | 743   | 249   | 703   | 1161   | 433   |
| Moyenne à la batte | 19,55 | 20,75 | 21,30 | 19,35  | 20,61 |
| Guichets           | 66    | 32    | 103   | 111    | 47    |
| Moyenne au lancer  | 32,04 | 19,87 | 20,19 | 30,30  | 20,65 |
| Arrêts de volée    | 25    | 9     | 30    | 39     | 13    |